# جنگجویان آسمان
جنگجویان آسمان (به فرانسوی: Les Chevaliers du ciel) (به انگلیسی: Sky Fighters) فیلمی فرانسوی به کارگردانی ژرار پیره است که در سال ۲۰۰۵ ساخته شده‌است. موضوع این فیلم راجع به دو خلبان نیروی هوایی است که از یک حملهٔ تروریستی در جشن روز باستیل که در پاریس در حال برگزاری بود، جلوگیری می‌کنند.

## هواپیماهای استفاده شده
- میراژ ۲۰۰۰-۵

مدل: تک سرنشین
حداکثر سرعت: ۲٫۲ ماخ
- ایرباس A340-600

به عنوان هواپیمای تجاری (Qatar Airways)
- Boeing C-135FR Stratotanker

به عنوان هواپیمای سوخت رسان
- Boeing E-3F Sentry

به عنوان AWACS
- Transall C-160R

به عنوان هواپیمای حمل و نقل ملل متحد.
- Dassault-Breguet-Dornier Alpha Jet E
- Pilatus Porter

flown by Walk'in to drop sky divers.

## لیست آهنگ‌ها
1. Chris Corner – "Attack 61" (02:51)
2. Chris Corner – "We Rise" (03:10)
3. Thirteen Senses – "Into The Fire" (03:36)
4. Chris Corner feat. Sue Denim – "Gonna Wanna" (02:52)
5. Chris Corner feat. D. Manix – "Sugar Jukebox" (02:10)
6. Chris Corner feat. Sue Denim – "Girl Talk" (02:08)
7. Ghinzu – "Cockpit Inferno" (03:50)
8. Chris Corner feat. Sue Denim – "You're The Conversation (I'm The Game)" (03:55)
9. Placebo – "The Crawl" (02:58)
10. Chris Corner – "The Clash" (03:47)
11. Chris Corner – "14th Of July" (01:47)
12. I Monster – "Heaven Is Inside You" (03:55)
13. Chris Corner – "You're The Conversation (I'm The Game)" Original Version (03:02)